# 逸見昌経
逸見 昌経（へんみ まさつね）は、戦国時代から安土桃山時代にかけての武将。若狭武田氏、三好氏、織田氏の家臣。駿河守と称す。

## 生涯

### 武田家臣時代
逸見氏は甲斐源氏の庶流で、代々甲斐源氏嫡流である武田氏の家臣であり、昌経も初めは若狭国守護の武田信豊に仕えていた。主である信豊は、室町幕府の管領で丹波国守護でもあった細川晴元の要請により、丹波で松永長頼と戦うこととなったので昌経も武田軍の一翼を担い武田信豊に従って丹波各地で戦った。
しかし、丹波守護代の内藤氏を継承した松永長頼の調略により武田家中の戦意は低下し、武田氏に離反する者も出始めたため信豊は丹波から若狭に帰国し隠居する。

### 三好家勢力下の武将
弘治2年（1556年）、隠居した武田信豊が現若狭守護である子の武田義統と対立し始めると、昌経は隠居した信豊に味方し現守護に敵対する。信豊方が義統に大敗戦し近江国に下った後も昌経は、隣国丹波の松永長頼の援軍を得て、武田義統に反抗を続ける。昌経は三好長慶政権勢力下の武将となり、朝倉・武田連合軍と争いを続けた。
しかし、永禄4年（1561年）6月19日に越前国の朝倉義景の援軍を得た武田義統の軍勢と、松永逸見軍は戦ったが敗れ、居城である砕導山（さいちやま）城を去る。同年、武田信豊・義統親子は和睦する。
永禄8年（1565年）、丹波守護代内藤氏（松永長頼）の大規模な援軍により再び高浜に入り武田方となっていた城を攻略、さらに別に高浜城を築き本城とする。翌永禄9年（1566年）6月、再び水軍を編成して小浜の武田義統を攻めたが敗北する。反対に高浜城は武田氏のものとなり義統が一時入城した。
永禄10年（1567年）に武田義統が死去し、その子・元明が朝倉氏により一乗谷へと移送・軟禁されると、高浜に再び攻め込み大飯郡西部の平定に成功する。

### 織田家臣時代
織田信長の勢力が高浜に及ぶと、その家臣となる。朝倉・武田軍との戦いのため、越前へ従軍。その後も織田氏の家臣団の一つである若狭衆の筆頭として織田氏に仕えた。武田元明が若狭に帰国した後も信長から高浜城5,000石の城主として認められ、のちに武田方の武将武藤友益が改易されると領していた石山3,000石を加増された。
天正9年（1581年）2月28日の京都馬揃えに参加する。同年4月16日、病死。遺領8,000石のうち、高浜城5,000石は丹羽長秀家臣の溝口秀勝に、新知分3,000石は武田元明にそれぞれ分配された。
昌経に子がないため断絶したとされるが、『若狭郡県志』によれば源太虎清という子がいたとされ、信長が意図的に逸見氏の没落をはかったとも考えられる。
のち、弟・逸見経久の子、昌久が徳川譜代大名奥平信昌の家臣となり幕末まで家禄を繋いだ。